# Akeem Scott
Akeem Wayne Byron Scott (New York, 3 settembre 1983) è un cestista statunitense naturalizzato giamaicano.

## Palmarès

### Squadra
- Campionato finlandese: 1

Espoon Honka: 2007-08

### Individuale
- Korisliiga MVP finali: 1

Espoon Honka: 2007-08